# Cassis cornuta
Cassis cornuta is een soort van zeeslakken uit het geslacht Cassis en de familie Cassidae.
De soort komt voor aan de Zuid-Afrikaanse kust van KwaZulu-Natal tot Mozambique.